# Resolució 696 del Consell de Seguretat de les Nacions Unides
La Resolució 696 del Consell de Seguretat de les Nacions Unides, va ser aprovada per unanimitat el 30 de maig de 1991, després de notar el recent desig de signar els acords de Bicesse entre el MPLA i UNITA a Angola, la recent retirada de totes les tropes cubanes i considerant un informe fel Secretari general, el Consell va aprovar les recomanacions de Javier Pérez de Cuéllar i va establir la Segona Missió de Verificació de les Nacions Unides a Angola (UNAVEM II), observant que el mandat de la Primera Missió de Verificació de les Nacions Unides a Angola (1989-1991) estava arribant a la seva fi.
El Consell ha decidit establir UNAVEM II per a un període inicial de disset mesos per aconseguir l'objectiu del secretari general, que era observar i verificar el procés de desarmament i donar suport a l'establiment d'un nou únic exèrcit nacional, observar el desminatge, oferir ajuda humanitària i estendre l'autoritat del govern arreu del país, afectat per la guerra civil.
La Resolució 696 també va demanar al secretari general que mantingui el Consell al dia dels esdeveniments i que informi sobre la signatura dels Acords de Bicesse.